# هوم‌یشت (یسنا)
هوم‌یشت هات‌های (فصل‌های) ۹ تا ۱۱ از یسنا در اوستاست. مندرجات این یشت راجع به گیاه و فشردن هوم و در تأثیر و فضیلت آن است.  هوم که نام ایزدی زرتشتی است نام گیاهی بسیار مقدس نزد هندوان و ایرانیان هم بوده است که در مناسک مذهبی از آن استفاده می‌شده است. ظاهراً زرتشت استفاده از شیرهٔ این گیاه را ممنوع کرده بوده اما بعدها توسط پیروان دین بصورتی مرموز و بسیار مقدس وارد دین گردیده است. واژهٔ هوم در اوستا هَئومه و در هندی سومه نامیده می‌شود.
بیستمین یشت از یشت‌های اوستا نیز «هوم یشت» نام دارد که تنها دو بند دارد و برداشتی است از هوم یشتِ یسنا.